# Reumert (Theaterpreis)/Bester Hauptdarsteller
Reumert: Bester Hauptdarsteller (Årets Mandlige Hovedrolle)
Gewinner und Nominierte in der Kategorie Bester Hauptdarsteller (Årets Mandlige Hovedrolle) seit der ersten Verleihung im Jahr 1999. Unter drei Nominierten wird ein Preisträger ausgezeichnet, wobei Schauspieler für mehrere Darstellungen nominiert werden können. So erhielt Thomas Levin 2007 eine Nominierung für seine drei Darstellungen in Åsted, Håndbog i overlevelse und Hjem, kære hjem. Mit drei Auszeichnungen wurde Søren Sætter-Lassen bisher am häufigsten prämiert, gefolgt von Henning Jensen, Nicolas Bro, Jens Albinus und Olaf Johannessen, die den Preis je zwei Mal gewinnen konnten (Stand 2019).

## Preisträger und Nominierte

### 1990er-Jahre
| Jahr | Preisträger    | Theaterstück  | Nominierungen                                                     |
| 1999 | Henning Jensen | Personkreds 3 | Tommy Kenter für Den blinde Maler Søren Spanning für My Fair Lady |

### 2000er-Jahre
| Jahr | Preisträger      | Theaterstück         | Nominierungen                                                                                               |
| 2000 | Søren Pilmark    | København            | Kim Veisgaard für Ulysses von Ithacia Jess Ingerslev für Drengene i Skyggen                                 |
| 2001 | Flemming Enevold | Das Phantom der Oper | Jørgen Reenberg für Fruentimmerskolen Allan Klie für Hamlet                                                 |
| 2002 | Nikolaj Lie Kaas | Peer Gynt            | Nicolas Bro für Udvidelsen af kampzonen Preben Harris für Indenfor murene                                   |
| 2003 | Jesper Langberg  | Festen               | Flemming Jensen für Spindoctor Preben Harris für Dr. Dampe                                                  |
| 2004 | Gyrd Løfqvist    | Gæsten               | Jørgen Reenberg für Antigone Søren Sætter-Lassen für Flugt                                                  |
| 2005 | Henning Jensen   | Pinocchios aske      | Janus Bakrawi für Frøken Julie Nikolaj Lie Kaas für Demokrati                                               |
| 2006 | Jørgen Reenberg  | Indenfor murene      | Jonatan Spang für Forstad sowie Gynt Anders G. Koch für Pinocchios Aske                                     |
| 2007 | Nicolas Bro      | Faust                | Ole Thestrup für Jeppe på Bjerget Thomas Levin für Åsted, Håndbog i overlevelse sowie Hjem, kære hjem       |
| 2008 | Nicolas Bro      | Hamlet               | Lars Mikkelsen für Erasmus sowie Flammens Muse Peter Plaugborg für 12 møder med et vidunderbarn sowie Ordet |
| 2009 | Jens Albinus     | Stuk                 | Henrik Birch für Klumpfisken Henning Jensen für Ordet sowie Darwins Testamente                              |

### 2010er Jahre
| Jahr | Preisträger          | Theaterstück                        | Nominierungen                                                                               |
| 2010 | Søren Sætter-Lassen  | Richard III.                        | Henning Jensen für Den Stundesløse sowie Bygmester Solness Martin Hestbæk für Festen        |
| 2011 | Mads M. Nielsen      | Udslet Hornsleth                    | Henning Jensen für Jeppe på Bjerget Nicolai Dahl Hamilton für Den unge Werthers lidelser    |
| 2012 | Jens Albinus         | Jeppe på Bjerget                    | Flemming Enevold für Rød Nikolaj Lie Kaas für Bliktrommen                                   |
| 2013 | Ole Lemmeke          | Bang og Betty                       | Martin Ringsmose für Jeppe på Bjerget Anders G. Koch für Jeppe på Bjerget                   |
| 2014 | Søren Sætter-Lassen  | Faderen                             | Thure Lindhardt für Den mystiske sag om hunden i natten Hans Holtegaard für Parasitterne    |
| 2015 | Olaf Johannessen     | Samtale før døden Mefisto Heksejagt | Mads Rømer Brolin-Tani für En folkefjende Anders Budde Christensen für Lille mand, hvad nu? |
| 2016 | Olaf Johannessen     | Puntila                             | Jens Albinus für Richard III Tomas Ambt Kofod für Jekyll & Hyde                             |
| 2017 | Andreas Jebro        | Erasmus Montanus                    | Henning Jensen für Med sne sowie Lang dags rejse mod nat Jesper Hyldegaard für Lampedusa    |
| 2018 | Elliott Crosset Hove | Hamlet                              | Paw Henriksen für Mig og Tyson Morten Burian für Rocky!                                     |
| 2019 | Søren Sætter-Lassen  | Amadeus                             | Simon Bennebjerg für Den kroniske uskyld Morten Hee Andersen für Færdig med Eddy            |